# Mokary

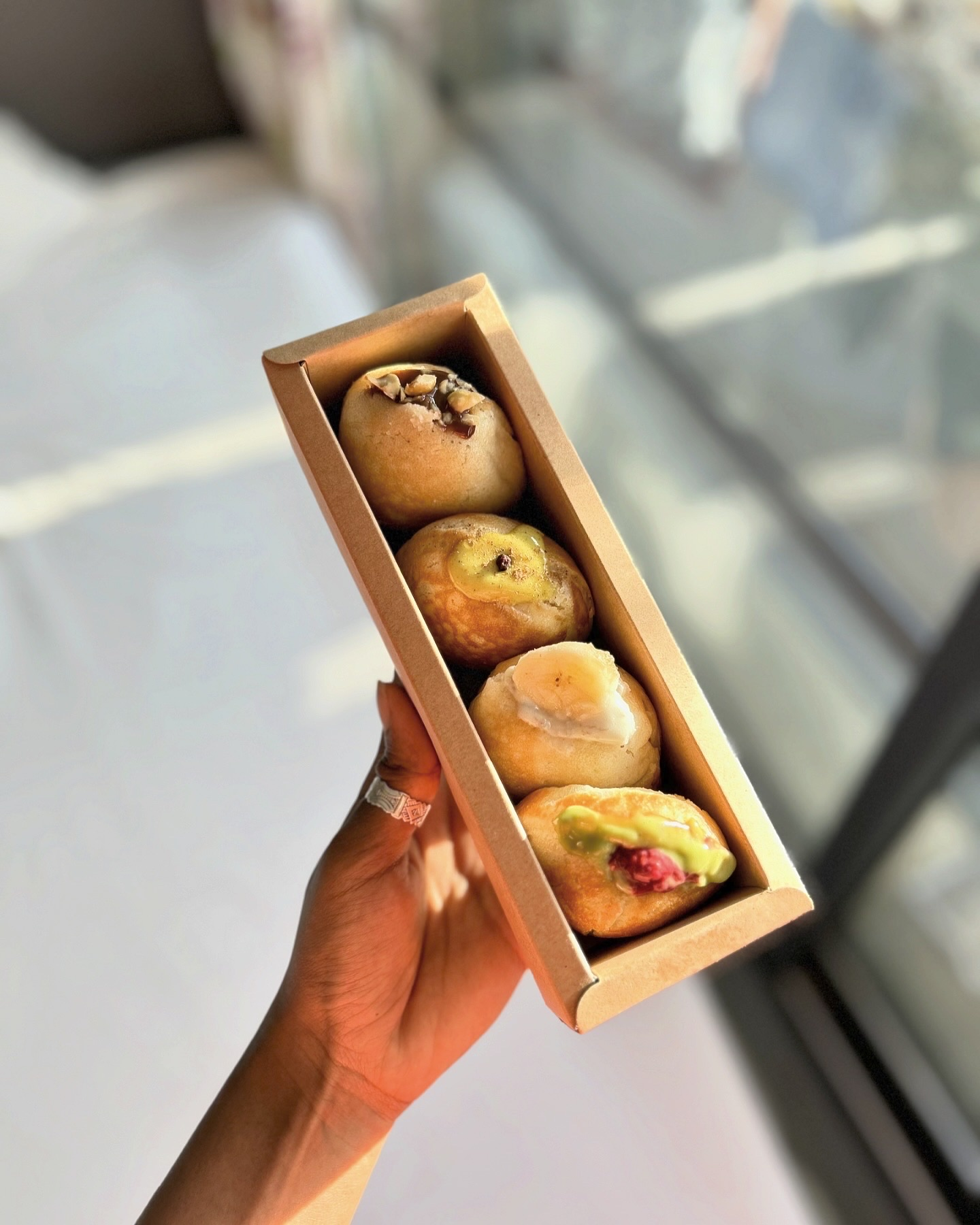
Une box goûter de mokary vary au coco ou mofo gasy fabriqué par la marque mokariz, mokary au matcha, mokary à la confiture de banane coco, mokary au chocolat noisette, mokary coco aux épices de Madagascar

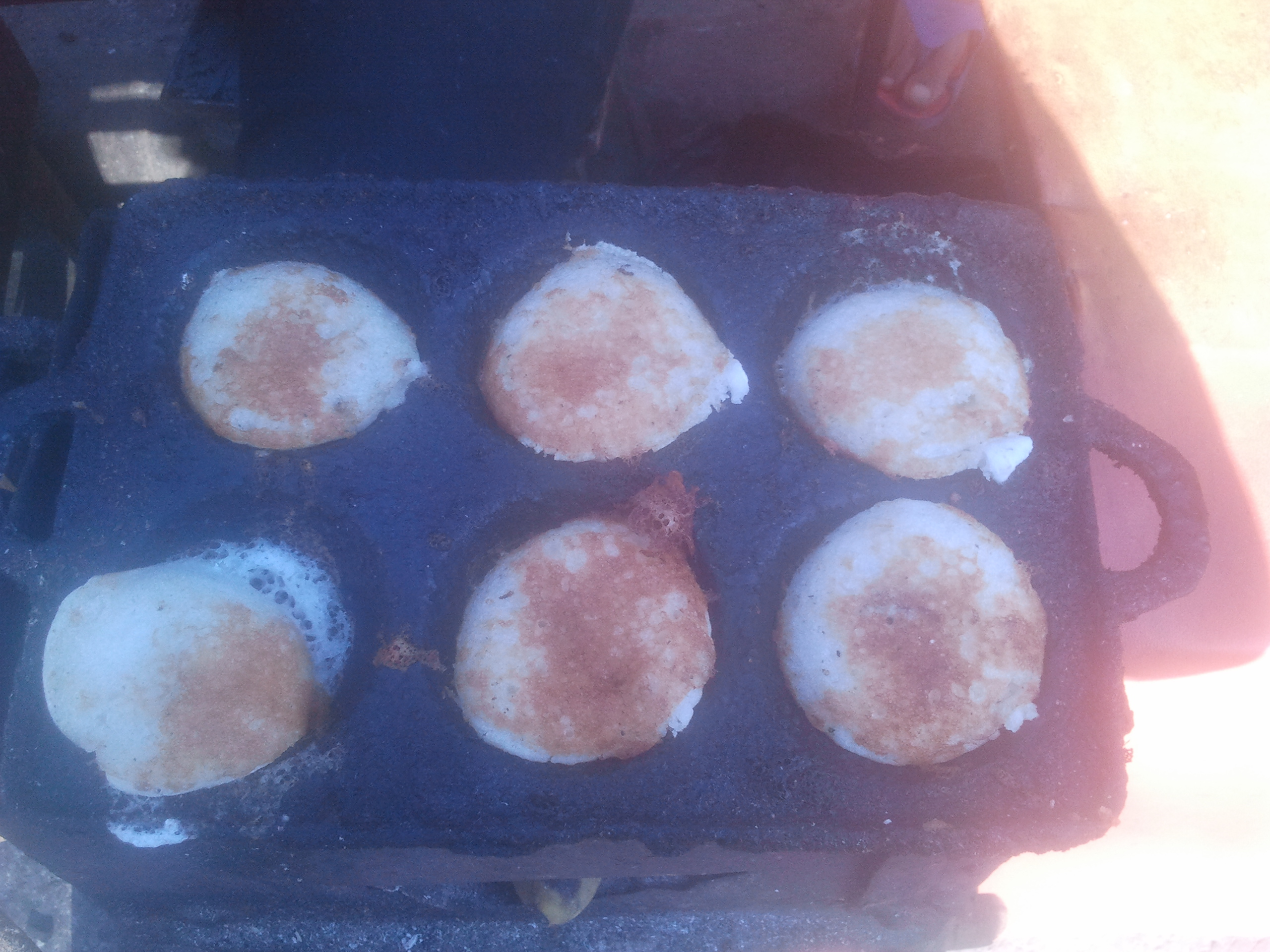
Mokary vendu à Ankatso

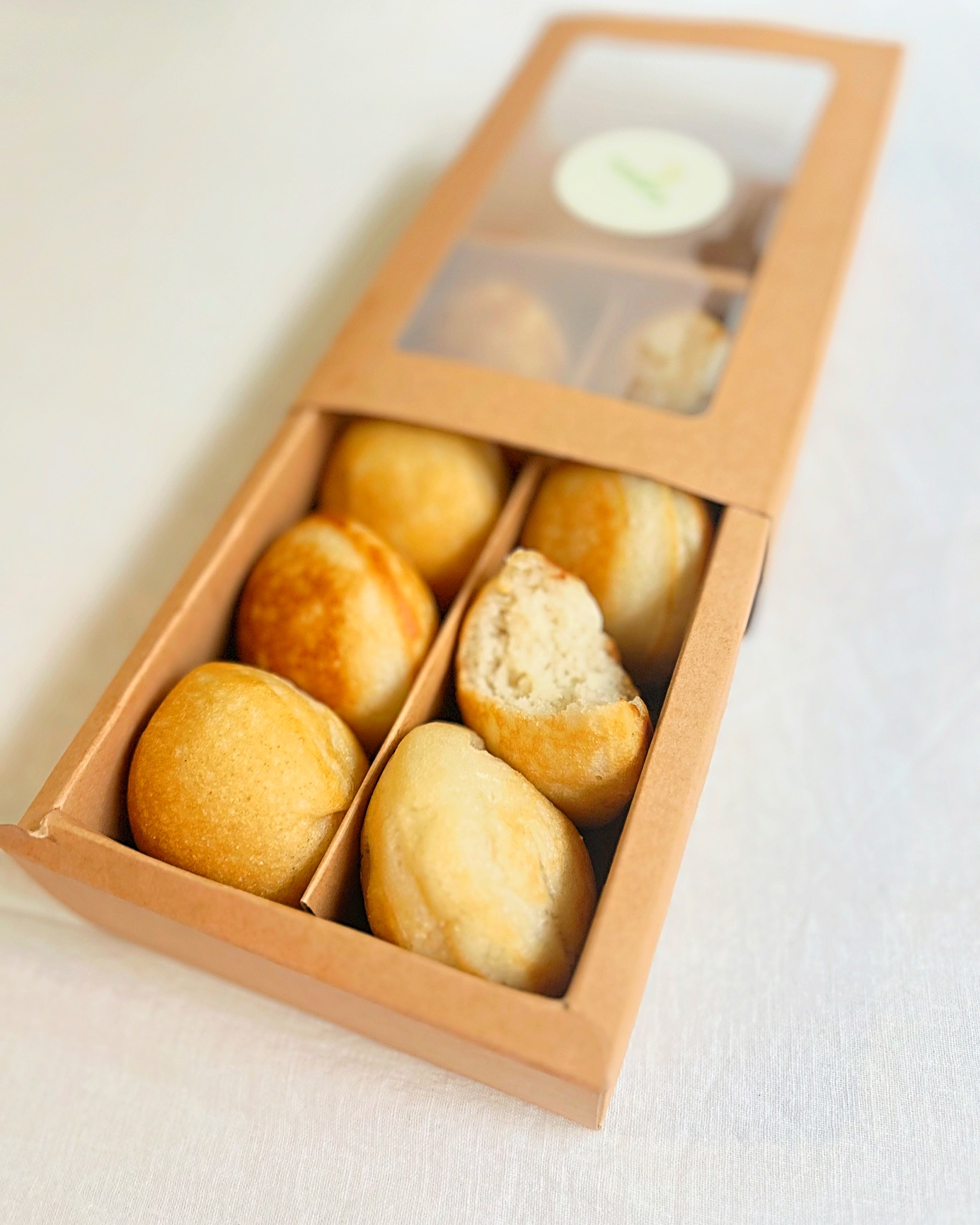
Box brunch de chez mokariz des mokary nature ou mofo gasy

Mokary traditionnel malgache ou mogo gasy de chez mokariz

Le mokary, terme d'origine malgache, est une petite galette sucrée à base de farine de riz et de lait de coco, originaire de la région Diana et notamment la ville d'Ambanja, au nord-ouest de Madagascar, consommé lors du petit déjeuner ou en goûter avec du thé ou du café. il est frit à l'huile dans une poêle spéciale. C’est une variante du mofo gasy (littéralement « pain malgache ») qui provient des hauts plateaux de l’île. Leur unique différence est l’utilisation du lait de coco (remplacé par de l’eau tiède pour le mofo gasy). C’est le pain par excellence des Malgaches, sans oublier que leur aliment de base est le riz.

## Le mokary dans le monde

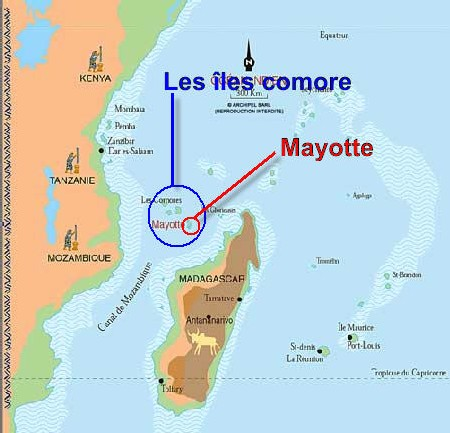
Carte de Madagascar et les Comores

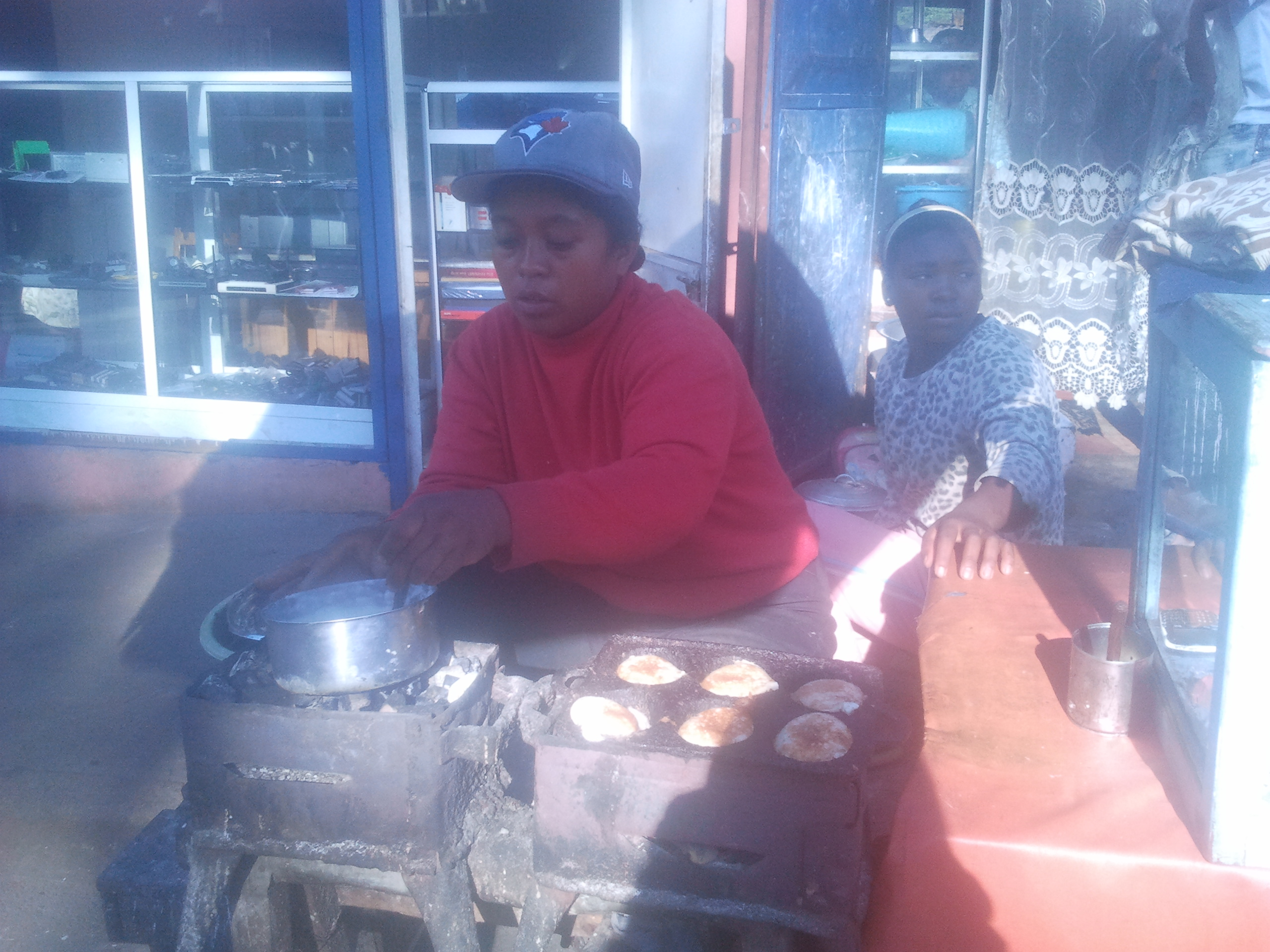
Vendeuse de mokary à Ankatso

Le mokary s’est répandu dans les alentours de l’île, notamment aux Comores ou il est appelé muhare ou mkatra. Aux XVIe siècle, un groupe de Malgaches Sakalava ont immigré vers les Comores, et ont apporté avec eux les techniques et cultures malgaches d’où, ces appellations comoriennes. Il s’est transmis de génération en génération et fait office, actuellement, d’un produit de commerce, vendu à 200 ariary à Madagascar. Actuellement, les vendeurs de mokary essaient d’exploiter de nouveaux parfum, notamment le mokary au chocolat ou le mokary au fromage.
Aujourd'hui, le mokary continue de séduire les palais du monde entier grâce à des entreprises innovantes comme Mokariz. Mokariz s'efforce de préserver l'authenticité du mokary tout en l'adaptant aux besoins alimentaires contemporains. Ils proposent des versions sans gluten, sans lactose et vegan, permettant ainsi à un public plus large de savourer cette spécialité malgache. Mokariz offre une gamme diversifiée de saveurs pour répondre à tous les goûts :
- **Mokary Harmonie Verte** : Une délicieuse combinaison de matcha et framboise.
- **Mokary Délice Banoffee** : Un mélange gourmand de banane, confiture de lait de coco et épices de Madagascar.
- **Mokary Trésor Choco-Noisette** : Un duo irrésistible de chocolat et noisette végan.
- **Mokary Évasion Épicée** : Une expérience unique avec des épices exotiques.
- **Mokary Protéiné Végétal** : Enrichi en protéines végétales pour une collation saine et énergisante.
- **Mokary aux Supergraines** : Combinant les bienfaits du lin, chia, courges, et pignons de pin.
- **Mokary au Sésame et Confiture de Lait au Sésame Noir** : Une alliance parfaite de graines de sésame croquantes et de confiture de lait onctueuse.
En intégrant des ingrédients naturels et en respectant les méthodes traditionnelles, Mokariz apporte une touche moderne à cette délicieuse galette, rendant hommage à ses racines tout en innovant pour répondre aux attentes des consommateurs d'aujourd'hui. 

## Types de mokary

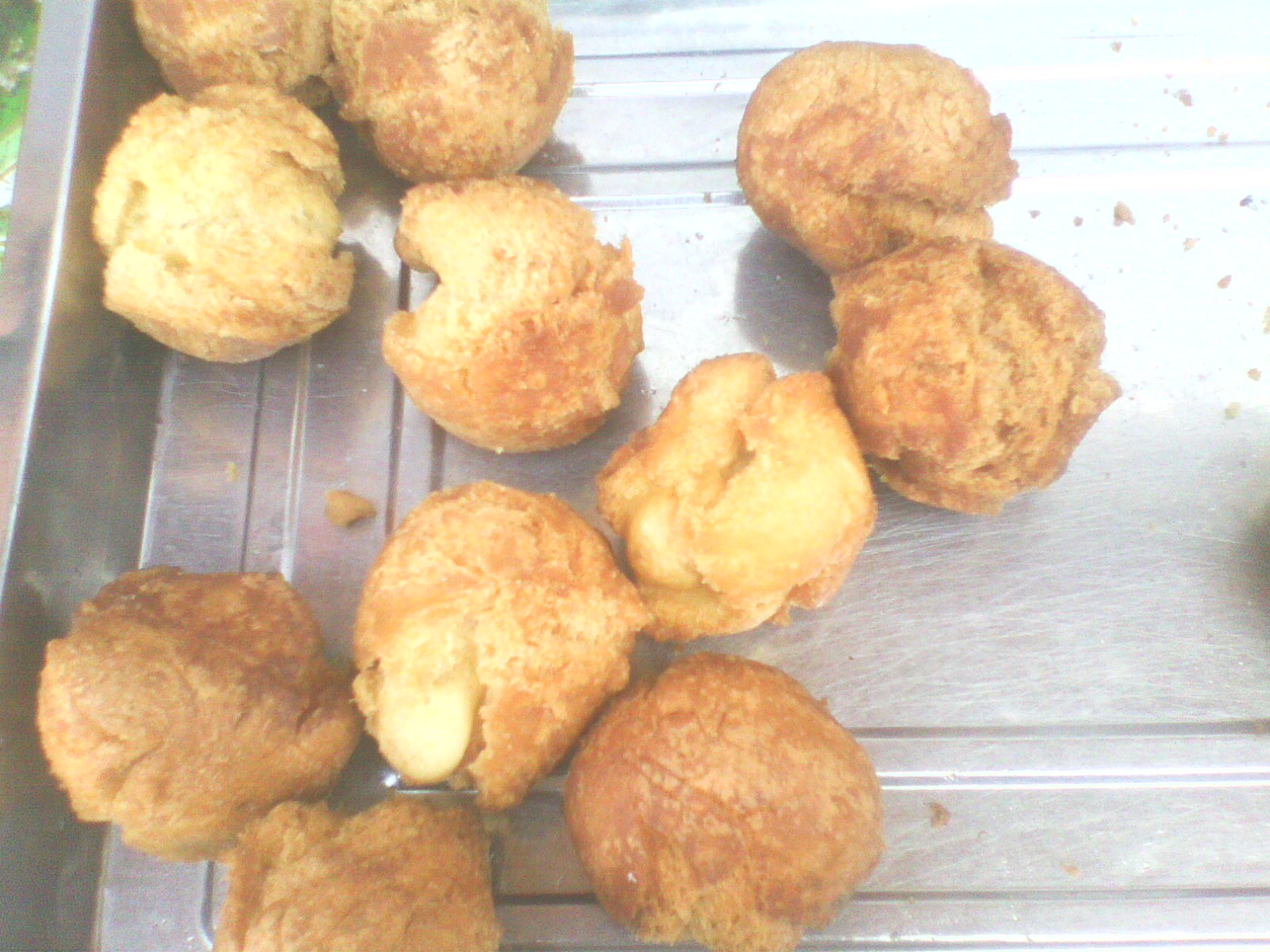
Mokary Golagola

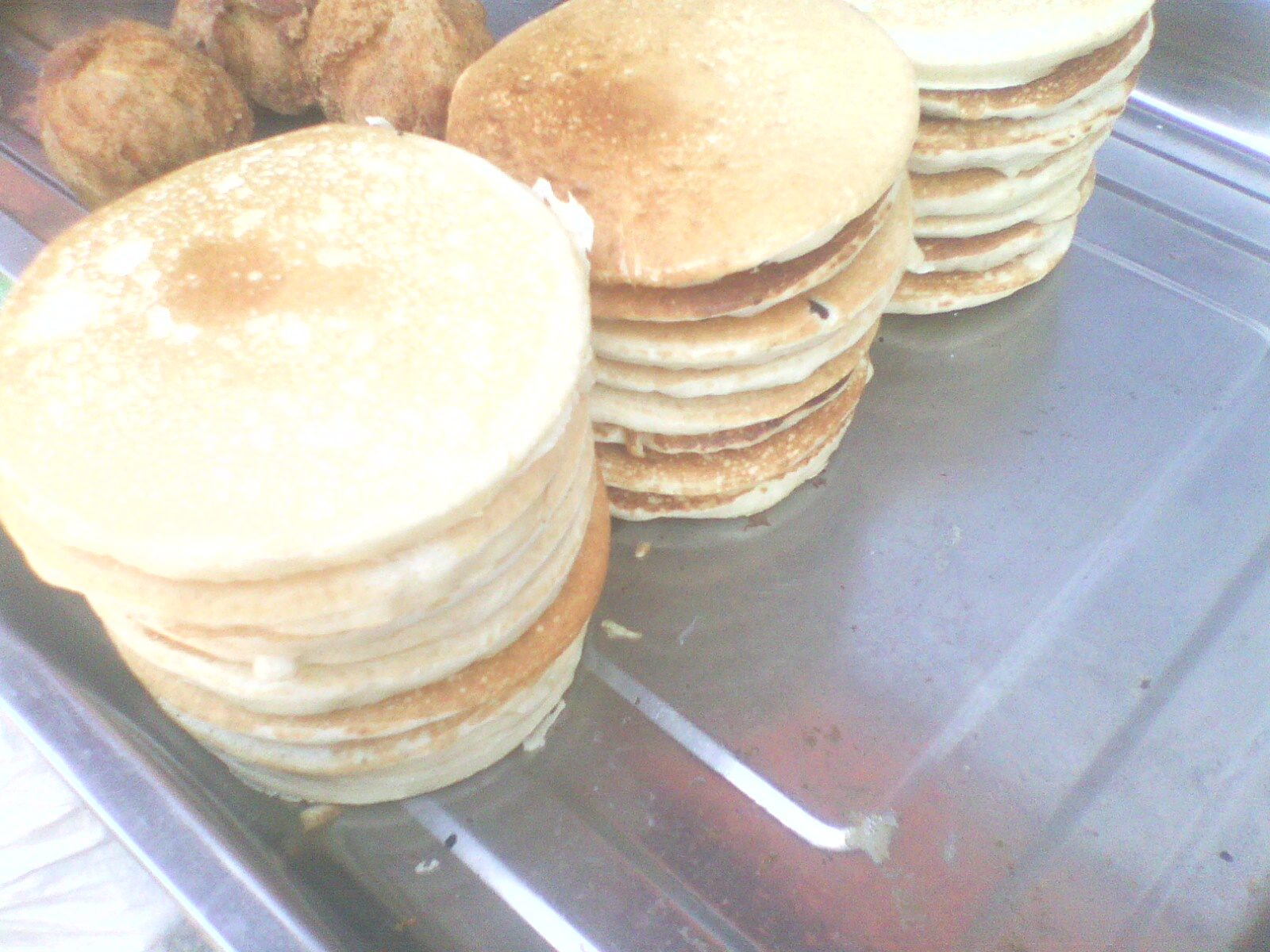
Mokary vary appelé aussi en malgache tapo-tsatroka

Le mokary présente plusieurs variantes :
- le mokary folera ou « mokary fleur » : il est en forme de fleur avec une pâte très fine. Contrairement aux autres variantes, il est croquant ;
- le mokary sinia ou le godrogodro
- le mokary komomina ; cette galette contrairement aux autres est cuit au bain-marie
- le mokary golagola ou mofo baolina.
- le mokary vary[6] ou « galette de riz »

- Mokary Golagola

## Source
- CAPR TSINJOEZAKA CFR, Inona no masaka?, éd. Ambozontany, 2003, 295 p.
- Hubert Deschamps, Histoire générale de l'Afrique noire, de Madagascar et des archipels, PUF, 1970, 154 p.
- Régis Rajemisa Raolison, Rakibolana malagasy, éd. Ambozontany, Madagascar, 2003, 1061p.

https://mokariz.com